# Tommaso Celesia di Vegliasco
Tommaso Celesia di Vegliasco (Oneglia, 5 febbraio 1820 – Torino, 26 novembre 1892) è stato un politico italiano senatore del Regno d'Italia nella XVI legislatura e zio del parlamentare Giovanni Celesia di Vegliasco.